# Vlinderdak

Schematische weergave van een vlinderdak

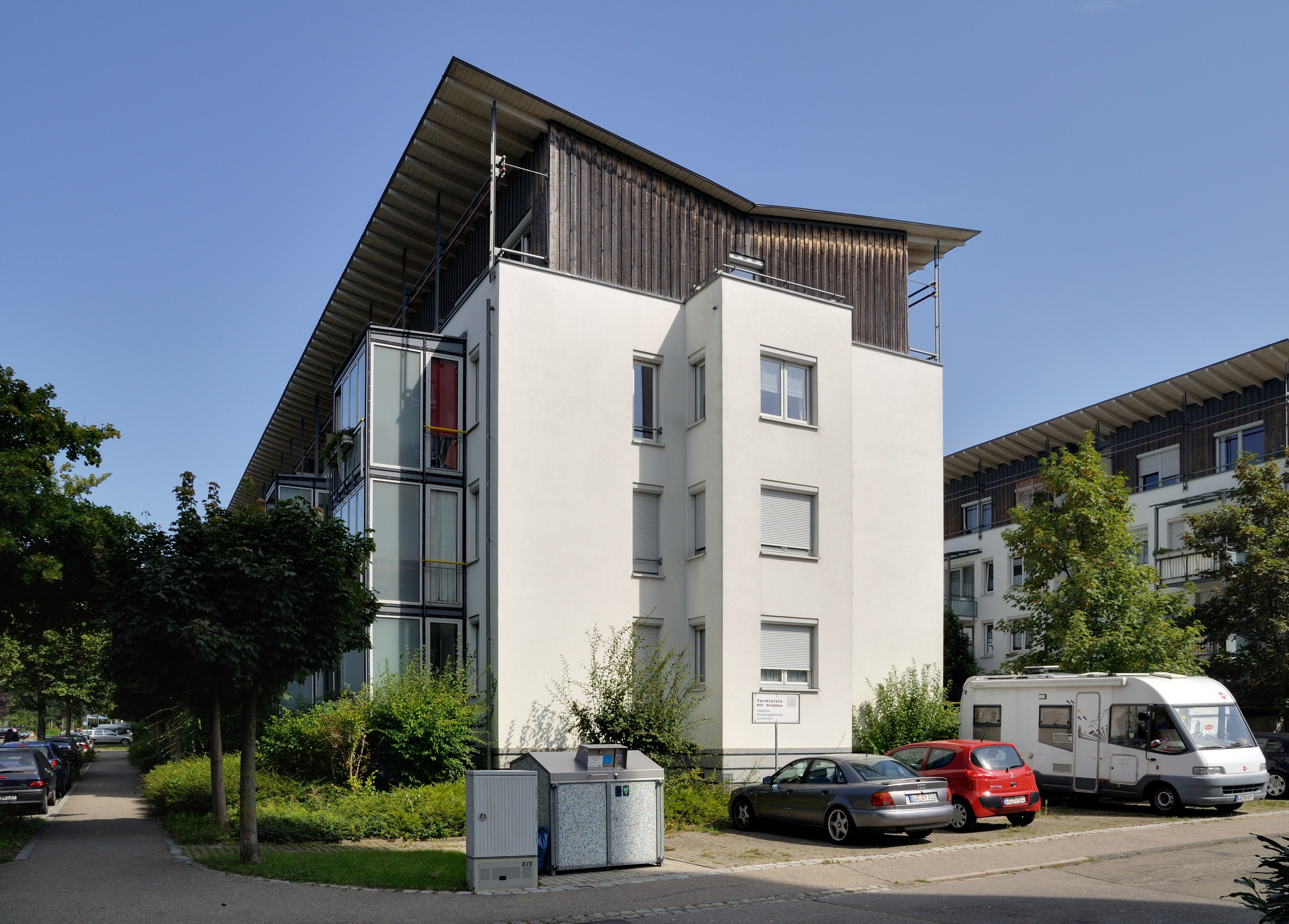
Een appartementencomplex met vlinderdaken

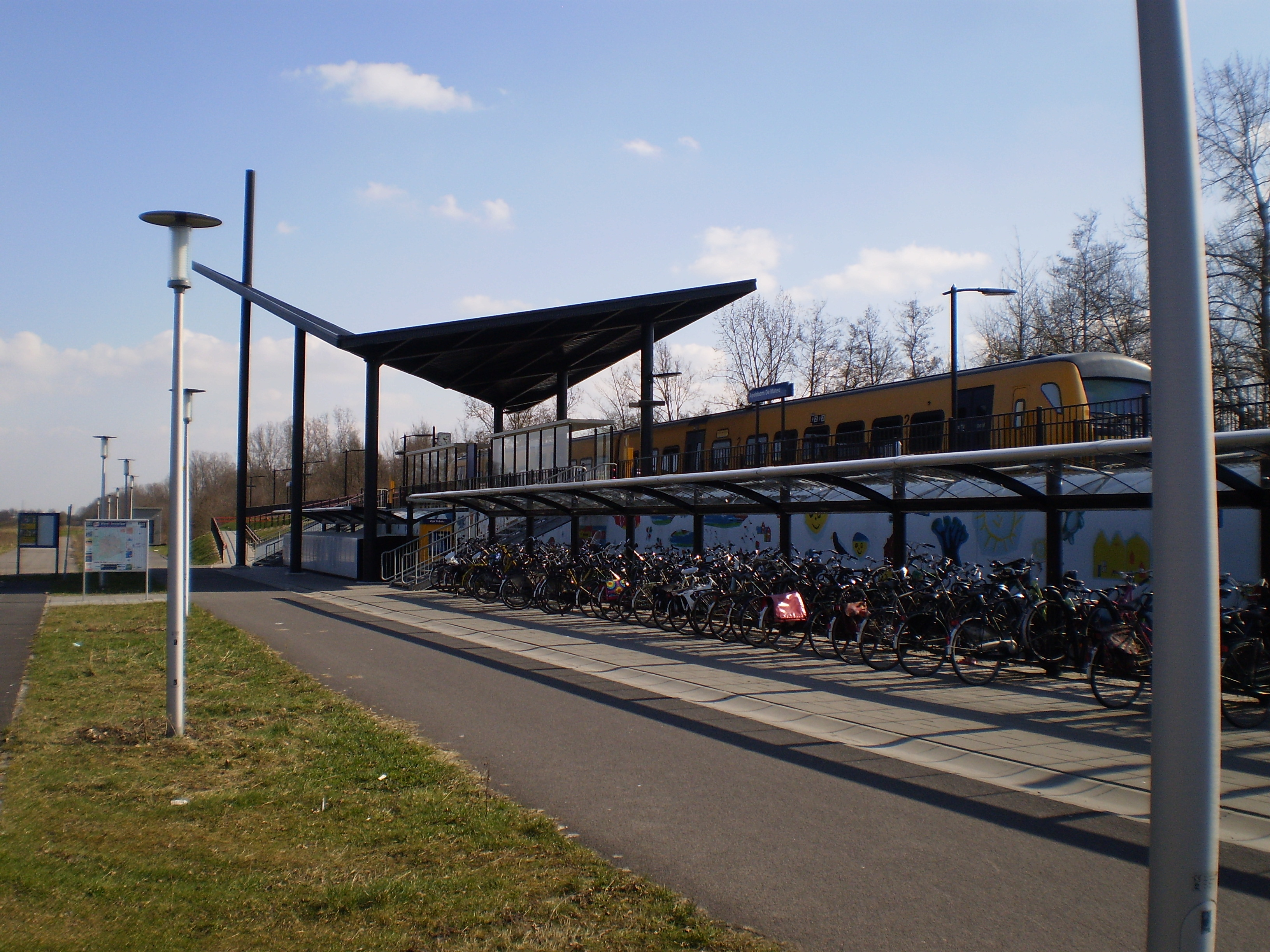
Station Apeldoorn De Maten met een vleugeldak in de vorm van een kenmerkend asymmetrisch vlinderdak

Een vlinderdak is een V-vormige dakvorm waarbij de dakvlakken elkaar in het midden op een laag punt snijden. Het is het omgekeerde van een zadeldak. De naam komt van de vorm die wat doet denken aan de vleugels van een vlinder.
Een kenmerkend gevolg van deze dakvorm is dat de dakgoot niet aan de randen van het gebouw ligt maar ergens middenin, en de vorm heeft van een kilgoot. Een vlinderdak kan symmetrisch zijn maar het komt ook voor dat beide dakhelften verschillend zijn.
Vlinderdaken worden niet vaak toegepast, omdat ze nogal wat nadelen hebben: de benutting van de ruimte in de woning onder het dak is niet efficiënt; de vorm is weinig aerodynamisch waardoor deze daken gevoelig zijn voor windschade; al het opvallend regenwater moet via een relatief kleine dakgoot worden afgevoerd, en bij hevige sneeuwval kan zich een enorm gewicht op het dak ophopen.
Een voordeel van een dergelijke dakvorm is dat zonlicht diep in het gebouw kan doordringen.
Relatief vaak worden vlinderdaken toegepast als vleugeldak, bijvoorbeeld als stationsoverkapping, of overkapping bij fietsenstallingen of tankstations.